# Список авиакомпаний Индии
В Индии действуют 15 авиакомпаний, из них 8 авиакомпаний, выполняющие международные рейсы из Индии, 4 региональных авиакомпаний и 4 грузовых.

## Авиакомпании, имеющие международные рейсы из Индии
| Название          | IATA | ICAO | Позывной     | Год начала работы | Базовый аэропорт | Тип авиакомпании                  |
| ----------------- | ---- | ---- | ------------ | ----------------- | ---------------- | --------------------------------- |
| AirAsia India     | I5   | IAD  | RED KNIGHT   | 2014              | Бангалор         | Лоукостер                         |
| Air India         | AI   | AIC  | AIRINDIA     | 1946              | Дели             | Национальный авиаперевозчик Индии |
| Air India Express | IX   | AXB  | EXPRESSINDIA | 2005              | Кочин            | Лоукостер                         |
| Akasa Air         |      |      |              | 2022              | Мумбаи           | Новый лоукостер                   |
| Go First          | G8   | GOW  | GOAIR        | 2005              | Мумбаи           | Лоукостер                         |
| IndiGo            | 6E   | IGO  | IFLY         | 2006              | Гуругаон         | Лоукостер                         |
| SpiceJet          | SG   | SEJ  | SPICEJET     | 2005              | Гуругаон         | Лоукостер                         |
| Vistara           | UK   | VTI  | VISTARA      | 2015              | Гуругаон         | Лоукостер                         |

## Авиакомпании, совершающие региональные рейсы в Индии
| Название     | IATA | ICAO | Позывной | Год основания | Базовый аэропорт | Тип авиакомпании         |
| ------------ | ---- | ---- | -------- | ------------- | ---------------- | ------------------------ |
| Alliance Air | 9I   | LLR  | ALLIED   | 1996          | Дели             | Ранее Air India Regional |
| FlyBig       | S9   | FLG  | KRIS     | 2021          | Индаур           |                          |
| Star Air     | S5   | SDG  | HISTAR   | 2019          | Бангагор         |                          |
| TruJet       | 2T   | TRJ  | TRUJET   | 2015          | Хайдарабад       |                          |

## Грузовые авиакомпании
| Название           | IATA | ICAO | Позывной  | Год основания | Базовый аэропорт | Тип авиакомпании |
| ------------------ | ---- | ---- | --------- | ------------- | ---------------- | ---------------- |
| Blue Dart Aviation | BZ   | BDA  | BLUE DART | 1995          | Ченнаи           |                  |
| SpiceXpress        | SG   | SEJ  | SPICEJET  | 2018          | Нью-Дели         |                  |
| Quikjet Airlines   | QO   | FQA  | QUIK LIFT | 2016          | Бангалор         |                  |